# Lipowiec (obwód lipiecki)
Lipowiec (ros. Липовец) – wieś (ros. село, trb. sieło) w zachodniej Rosji, centrum administracyjne sielsowietu lipowskiego rejonu wołowskiego w obwodzie lipieckim.

## Geografia
Miejscowość położona jest nad ruczajem Wierchnij Małowiec, 5,5 km od centrum administracyjnego rejonu (Wołowo), 129 km od stolicy obwodu (Lipieck).
W granicach miejscowości znajduje się ulica Sowietskaja (115 posesji).

## Demografia
W 2012 r. miejscowość zamieszkiwało 176 osób.